# Spa (Belgium)
Spa egy település Belgiumban, Vallónia területén, mely az Ardennek egyik völgyében helyezkedik el, 35 km-re délkeletre Liège-től, és 45 km-re délnyugatra Aachen városától.

## Turizmus
A város a melegvízű forrásairól lett híres és egyben névadója a gyógyfürdőknek általánosságban. A városban található továbbá golfpálya és kaszinó is.
A közelben található a Circuit de Spa-Francorchamps versenypálya, amelyen minden évben megrendezik a Formula–1-es belga nagydíjat.

## Éghajlat
| Hónap                         | Jan. | Feb. | Már. | Ápr. | Máj. | Jún. | Júl. | Aug. | Szep. | Okt. | Nov. | Dec. | Év   |
| ----------------------------- | ---- | ---- | ---- | ---- | ---- | ---- | ---- | ---- | ----- | ---- | ---- | ---- | ---- |
| Átlagos max. hőmérséklet (°C) | 4,0  | 5,0  | 8,0  | 12,0 | 17,0 | 19,0 | 21,0 | 20,0 | 18,0  | 13,0 | 7,0  | 5,0  | 12,5 |
| Átlagos min. hőmérséklet (°C) | −1,0 | −2,0 | 1,0  | 3,0  | 7,0  | 9,0  | 11,0 | 11,0 | 9,0   | 6,0  | 2,0  | −1,0 | 4,6  |
| Átl. csapadékmennyiség (mm)   | 97   | 84   | 79   | 81   | 80   | 99   | 112  | 99   | 84    | 94   | 99   | 109  | 1117 |
| Forrás: Forrás                |      |      |      |      |      |      |      |      |       |      |      |      |      |